# Ot en Sien

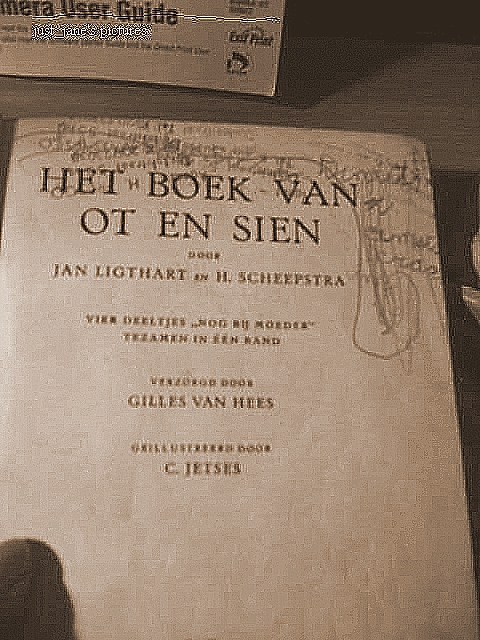
Titelpagina van Het boek van Ot en Sien

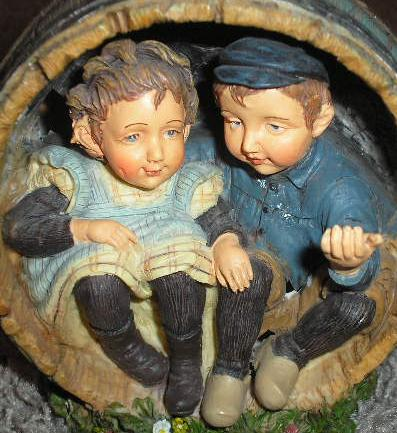
Beeldje van Ot en Sien, naar een verhaal van Ot en Sien, waar ze in de ton schuilen voor de regen.

Ot en Sien zijn de hoofdfiguren uit een serie Nederlandse kinderverhalen door Hindericus Scheepstra (i.s.m. Jan Ligthart) die in de eerste helft van de twintigste eeuw zeer populair waren. De verhalen werden ook in Sesamstraat voorgelezen. 

## Achtergrond
De eerste serie, getiteld Dicht bij Huis, verscheen in 1902. De hoofdpersonen daarvan waren niet Ot en Sien zelf maar de stadsjongen Piet van Dam, die wegens ziekte tijdens de zomer bij zijn neefje en nichtje Hein en Mientje op het platteland moest logeren. De tweede serie, getiteld Nog bij Moeder, bestond uit vier deeltjes en werd uitgebracht in 1904-1905. Deze vier boekjes waren helemaal aan Ot en zijn vriendinnetje Sien gewijd. De verhalen zijn geschreven door Hindericus Scheepstra en Jan Ligthart met als achterliggende gedachte de jeugd zich te laten verdiepen in het dagelijkse huiselijke gezinsleven. De bijbehorende illustraties werden gemaakt door Cornelis Jetses en Lies Veenhoven.
Na de Tweede Wereldoorlog raakten de verhalen van Ot en Sien uit de mode en werd er ook de spot mee gedreven. Het honderdjarig bestaan in 2004 werd gevierd met een expositie, die zich vooral concentreerde op de illustraties van Jetses.
Ot en Sien, een jongen en een meisje, zijn twee buurkinderen, voor wie de dochter van Cornelis Jetses en een Duits speelkameraadje model stonden. Lange tijd werd aangenomen dat Ligthart en Scheepstra Nog bij moeder samen hadden geschreven. De Groningse publicist Jan A. Niemeijer heeft aangetoond dat Scheepstra de verhalen over Ot en Sien alleen heeft geschreven. De Drentse Scheepstra schetst een uiterst romantisch beeld van het leven in de provincie Drenthe. H. Roland Holst-van der Schalk beschrijft in Kapitaal en Arbeid (Nijmegen 1977) hoe de bevolking van Drenthe rond 1900 behoorde tot de armste van Nederland, en voor een aanzienlijk deel in plaggenhutten woonde. Ook in Van Turf en Tabak tot plastic buizen (De Knipe 1991) wordt beschreven hoe de werk- en leefsituatie in Drenthe slechter was dan elders in Nederland. Hiervan is in de verhalen van "Ot en Sien" echter niets terug te vinden.

## Doel
Met een beschrijving van het dagelijkse huiselijke gezinsleven van "Ot en Sien" wilden Ligthart en Scheepstra het huiselijke dagelijkse leven van een gezin als voorbeeld stellen "waar van jongsaf Vader en Moeder met elkaar en met de kinderen omgaan, waar een beschaafde, welwillende toon heerscht, waar de ouders dag aan dag een levend voorbeeld geven van vriendelijkheid, inschikkelijkheid, opofferingsgezindheid, en niet alleen jegens elkander en de kinderen, ook jegens de dienstboden en de gasten".
Ligthart en Scheepstra werden door de overgrote meerderheid van de onderwijzers nagevolgd. Tot in de jaren ver na de Tweede Wereldoorlog werden de verhalen over "Ot en Sien" gelezen. Het werd hiermee een der merkwaardigste verschijnselen in het Nederlandse onderwijs, omdat de boekjes totaal niet aansloten bij de leefwereld van de scholieren voor wie ze bestemd waren. Kinderen in de volksbuurten van de grote steden konden zich nauwelijks een voorstelling maken van het dagelijkse huiselijke gezinsleven op het Drentse platteland, of van een gezin met een dienstbode. De moeders van deze jeugdigen werkten veelal zelf als dienstbode. De volksjeugd wandelde ook niet met een vader die gekleed ging met hoed, vest en kostuum, en droeg al helemaal geen chic matrozenpakje, zoals Pim in de eerste boekjes "Dicht bij Huis".

## Monumenten
In 1930 werd in Den Haag een beeld van Ot en Sien geplaatst in de vorm van twee stenen figuurtjes op sokkels. Volgens het ontwerp zou de tekst op dat monument "Ter herinnering aan Jan Ligthart" luiden. De weduwe van Ligthart, Marie Lion Cachet, maakte hiertegen bezwaar, omdat ze wist dat de verhaaltjes van "Ot en Sien" niet geschreven waren door haar man maar door zijn vriend Scheepstra. Wel had Ligthart daarbij geadviseerd. Scheepstra was in Drenthe geboren en getogen en had twee kinderen, hij was daardoor goed in staat verhalen te schrijven over het dagelijkse huiselijke gezinsleven op het Drentse platteland. De gedenksteen werd aangepast en aan de tekst "Ter herinnering aan Jan Ligthart" werd toegevoegd "en H. Scheepstra". Andere beelden staan in Roden op de brink en in Alkmaar bij de basisschool de Zes Wielen.

## Uitdrukkingen
- Als Ot en Sien, op een eenvoudige, kinderlijke manier.
- Uit de tijd van Ot en Sien, uit grootmoeders tijd of nog langer geleden.